# 美作土居站
美作土居站（日语：／ Mimasaka-Doi eki */?）是位於岡山縣美作市土居，西日本旅客鐵道（JR西日本）的姬新線車站。
此站至津山方向各站由岡山分社管轄。鄰站上月站至姬路站之間由近畿統括總部（至播磨高岡站為神戶分社姬路鐵道部）管轄。在縣界萬之峠隧道姬路一方出入口附近設有邊界標。但是，大部分來自津山方向的列車會前往上月站的鄰站佐用站。

## 歷史
- 1936年（昭和11年）
  - 4月8日 - 國有鐵道姬津線（當時）佐用站至美作江見站之間開通，此站啟用。
    - 當時車站地址為岡山縣英田郡土居村（日语：土居町 (岡山県)）土居。

  - 10月10日 - 姬津線編入至姬新線一部分，此站成為姬新線車站。
- 1949年（昭和24年）8月1日 - 實施町制，土居村改名為土居町（日语：土居町 (岡山県)），車站地址變為岡山縣英田郡土居町土居。
- 1953年（昭和28年）9月1日 - 隨著作東町（日语：作東町）成立，車站地址變為岡山縣英田郡作東町土居。
- 1987年（昭和62年）4月1日 - 伴隨國鐵分割民營化，車站由西日本旅客鐵道（JR西日本）營運。
- 2005年（平成17年）3月31日 - 隨著美作市成立，車站地址變為岡山縣美作市土居。
- 2009年（平成21年）
  - 8月10日 - 熱帶風暴艾濤使車站前後區間不能通行，車站暫停服務。在8月12日起開設代行巴士。
  - 10月5日 - 包括此站之內，佐用站至美作江見站之間重開。

## 車站構造

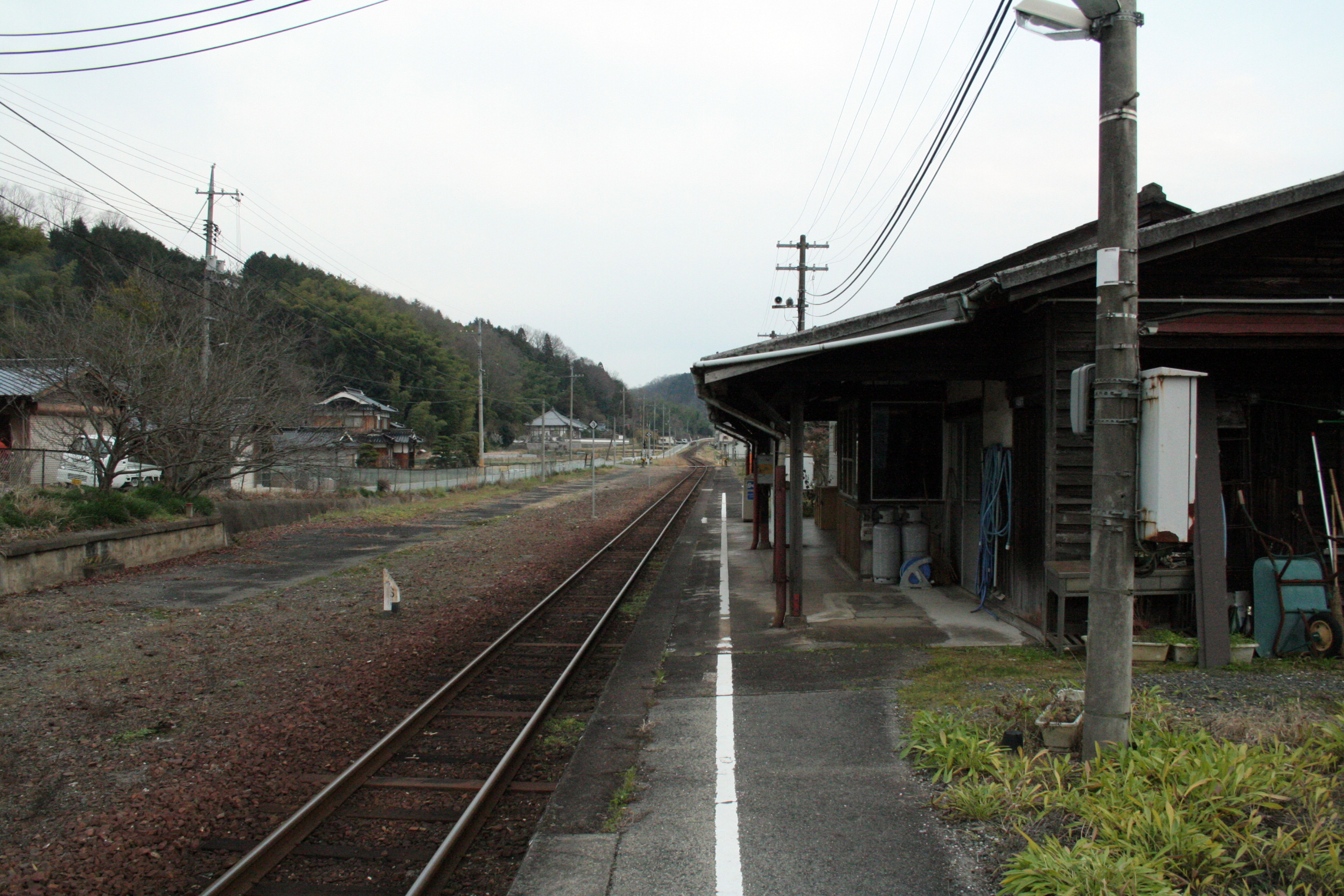
站內（2008年12月24日）

車站是一座地面車站，設有1面1線的單式月台，津山方向的列車會開啟左邊車門。車站大樓為一座木造建築物。佐用方向和津山方向的列車使用同一月台。此站曾經設有列車交會設備，現時從月台可看見對面已經廢止月台的遺蹟。
此站是由津山站管理的簡易委託車站，委托的士公司售賣車票。此站沒有引入MARS終端和POS終端，只有流動售票機進行售票。
在車站東邊曾經設有鐵道官宿舍3棟。

## 使用狀況
以下為近年1日平均乘車人次列表。
| 年度 | 1日平均 乘車人次 |
| ---- | ---------------- |
| 1999 | 70               |
| 2000 | 54               |
| 2001 | 41               |
| 2002 | 43               |
| 2003 | 35               |
| 2004 | 33               |
| 2005 | 40               |
| 2006 | 37               |
| 2007 | 43               |
| 2008 | 40               |
| 2009 | 44               |
| 2010 | 39               |
| 2011 | 42               |
| 2012 | 37               |
| 2013 | 38               |
| 2014 | 30               |
| 2015 | 32               |
| 2016 | 34               |
| 2017 | 32               |
| 2018 | 28               |

## 車站周邊

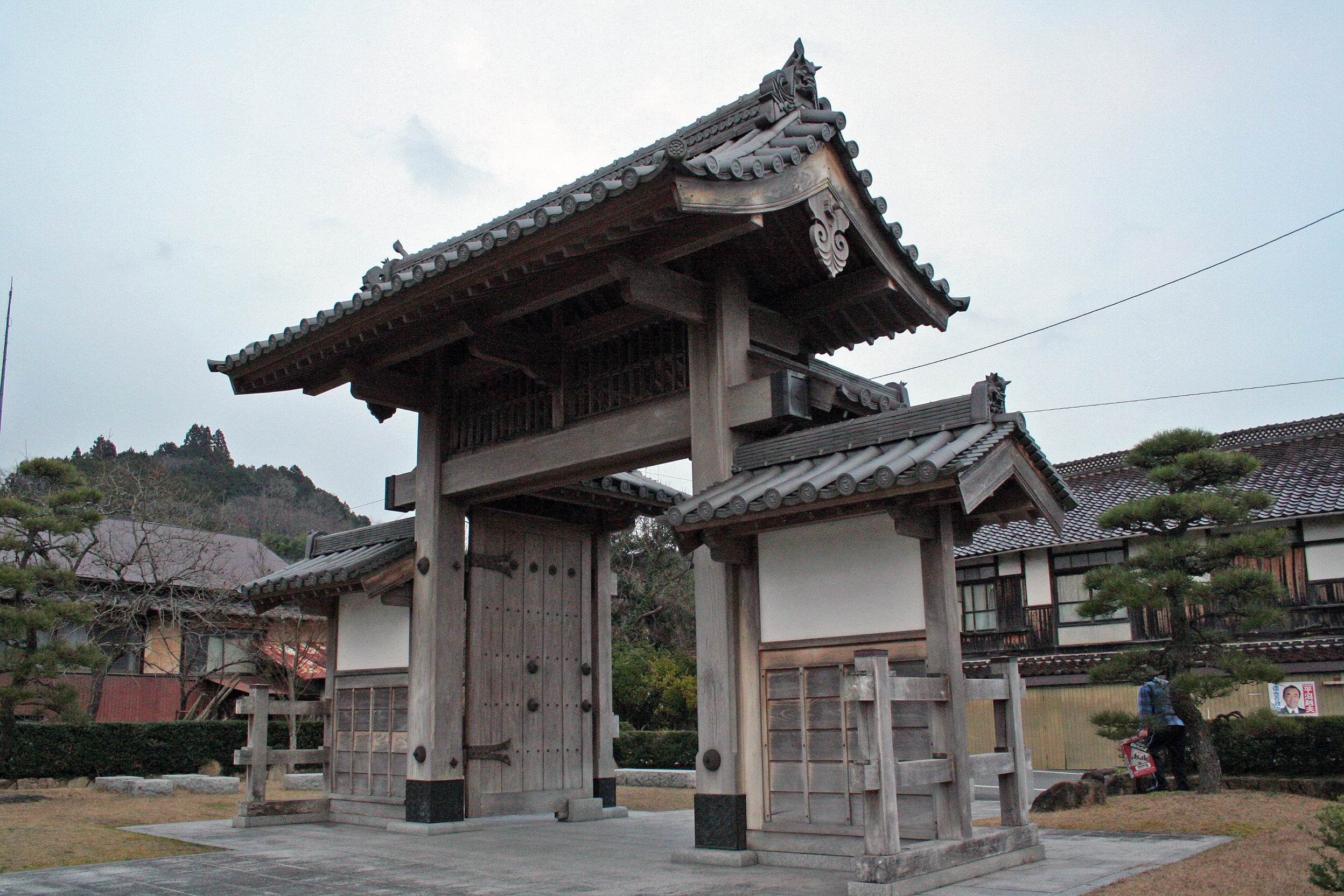
舊出雲街道土居宿的西門

- 土居郵局
- 國道179號（日语：国道179号）
- 岡山縣道46號和氣笹目作東線（日语：岡山県道46号和気笹目作東線）
- 岡山縣道401號美作土居停車場線（日语：岡山県道401号美作土居停車場線）
- 出雲街道（日语：出雲街道）土居宿西惣門 - 在慶長年間的江戶幕府時代設立了出雲街道的美作七驛（土居、勝間田、坪井、久世、勝山、美甘、新庄宿）。此站鄰近其中之一驛，土居宿。而由於該驛接近播磨國境，因此建設了惣門以作保安用途。在明治時代被拆毀，在2001年（平成13年）復原[2]。

## 相鄰車站
西日本旅客鐵道（JR西日本）
 姬新線
■快速
通過
■普通
上月－美作土居－美作江見

## 注腳
1. ↑  岡山縣統計年報
2. ↑  出雲街道 土居宿 西惣門 （页面存档备份，存于）（日語）美作市經濟部商工觀光課

## 外部連結
- 美作土居｜車站資訊：JR出門網 - 西日本旅客鐵道（日語）
- JR姬新線　美作土居站-At Town WEB雜誌 （页面存档备份，存于）（日語）